# Ján Figeľ
Ján Figeľ, né le 20 janvier 1960 à Vranov nad Topľou est un homme politique slovaque membre du Mouvement chrétien-démocrate (KDH).
Député au Conseil national de la République slovaque de 1992 à 1998 puis de nouveau de 2002 à 2004, il est spécialiste des questions européennes et a exercé les fonctions de secrétaire d'État au ministère des Affaires étrangères entre 1998 et 2002 et négociateur en chef pour l'adhésion de la Slovaquie à l'Union européenne de 1998 à 2003. En 2004, il devient le premier commissaire européen slovaque, d'abord en tandem avec le commissaire chargé des Entreprises, puis en tant que commissaire à l'Éducation quelques mois plus tard. Il démissionne en 2009, à la suite de son élection à la présidence du KDH, et retrouve son siège de député slovaque l'année suivante. Il est nommé peu après vice-président du gouvernement et ministre des Transports.

## Éléments personnels

### Formation et carrière
En 1978, il entre à l'université technique de Košice, dont il ressort cinq ans plus tard avec un diplôme d'ingénieur en circuits électriques et électronique de puissance. Il commence aussitôt à travailler pour ZPA Prešov, comme chercheur dans le domaine de l'électronique de puissance. Il quitte cet emploi en 1992.

### Vie privée
Marié, il est père de quatre enfants.

## Parcours politique

### Activité militante
Il adhère au Mouvement chrétien-démocrate (KDH) en 1990, et en devient deux ans plus tard vice-président, chargé de la politique étrangère, pour six ans. En 1998, le KDH intègre la Coalition démocratique slovaque (SDK), dont il est désigné vice-président. Il retrouve en 2000 ses fonctions au sein du KDH, auxquelles il renonce finalement en 2004.
Le 19 septembre 2009, Ján Figeľ est élu président du Mouvement chrétien-démocrate.

### Carrière institutionnelle

#### Député, puis secrétaire d'État
Élu député au Conseil national de la République slovaque en 1992, il est désigné en 1993 membre de la délégation slovaque à l'Assemblée parlementaire du Conseil de l'Europe (APCE), où il exerce diverses fonctions. En 1998, il est choisi par la coalition gouvernementale de centre droit dirigée par Mikuláš Dzurinda comme secrétaire d'État au ministère des Affaires étrangères et négociateur en chef de l'adhésion de la Slovaquie à l'Union européenne (UE).

#### Passage à la Commission européenne
Il renonce à ses fonctions gouvernementales en 2002, tout en restant négociateur en chef jusqu'en 2003, pour prendre la présidence de la commission parlementaire des Affaires étrangères du Conseil national. Il démissionne de son mandat le 1er mai 2004, lorsqu'il devient commissaire européen, du fait de l'adhésion de son pays à l'UE. Il est alors « jumelé » avec Erkki Liikanen, titulaire du portefeuille des Entreprises et de la Société de l'information dans la commission Prodi. À compter du 12 juillet, Liikanen est remplacé par Olli Rehn.
À la suite de la formation de la commission Barroso I le 22 novembre 2004, Ján Figeľ est nommé commissaire européen à l'Éducation, à la Formation, à la Culture et au Multilinguisme. Cette dernière compétence lui est retirée le 1er janvier 2007, lorsque Leonard Orban est nommé commissaire européen par la Roumanie, qui vient de faire son entrée dans l'Union. Il démissionne le 21 septembre 2009, après son élection à la tête du KDH.

#### Retour en Slovaquie
Chef de file de son parti aux élections législatives de juin 2010, il est réélu député au Conseil national de la République slovaque. Le 8 juillet suivant, il est nommé vice-président du gouvernement et ministre des Transports, des Postes et des Télécommunications dans le gouvernement de centre-droit dirigé par Iveta Radičová. Lors du remaniement technique du 1er novembre 2010, il devient ministre des Transports, des Travaux publics et du Développement régional.
Il est remplacé par Ján Počiatek le 4 avril 2012.